# 州間高速道路22号線
州間高速道路22号線（しゅうかんこうそくどうろ22ごうせん、I-22; Interstate Highway 22）はテネシー州メンフィスのミシシッピ州ビハリアからアラバマ州バーミングハムまでの213マイル（343km）のルート上の米国国道78号線（米国78号線）に沿った州間高速道路です。
I-222とI-422の2つの二級州間高速道路が計画されています。

## 全長
| マイル | km     | 通過する州 |  |
|        |        |            |  |
| 106    | 170.6  | ミシシッピ |  |
| 96.48  | 155.27 | アラバマ   |  |
|        |        |            |  |
| 213.0  | 342.8  | Total      |  |

## 通過する主要都市
- テューペロ - エルビス・プレスリーが生まれた町。